# Fuse TV
Fuse est une chaîne musicale américaine du câble en HDTV, créée en 2003 à partir de la chaine MuchMusic. La chaine diffuse essentiellement de la musique rock indépendant, hard rock, punk rock et des shows tv.

## Histoire

### MuchMusicCanada
L'idée de création de Fuse débute en 1994 entre Rainbow Media (Cablevision) et CHUM Limited (connu au Canada pour la chaine MuchMusic).
Au début c'était une émission diffusée le matin simultanément à la radio et à la télévision sur le réseau de MuchMusic Canada. Aux États-Unis MuchMusic était écouté depuis 1984 sur la C band, ensuite l'émission est diffusée en numérique sur Ku band à partir 1992.

### MuchMusic USA
MuchMusic Canada crée en 2001 MMUSA aux États-Unis.

### Fuse Tv
En 2003 CHUM Limited met fin à la licence de Rainbow Media pour MuchMusic & MMUSA.
En avril 2003 ils annoncent le changement de nom en "Fuse Tv" par MSG Entertainment filiale de Cablevision.
Le 19 mai 2003 lancement de la chaine à 6 h du matin (heure New York). La transition fut la musique de New Found Glory -"My Friends Over You" pour la dernière vidéo de la chaine MMUSA. Fuse tv débute par la chanson de Linkin Park -"Somewhere I Belong".

## Critique
Les fans[Qui ?] considèrent que "Fuse" est devenu meilleur que MTV à cause de leur télé réalité.

## Programmes
- No. 1 Countdown
- Crusty's Dirt Demons
- Daily Download
- Empire Square
- Loaded (Fuse TV series)
- Metal Asylum
- NOFX: Backstage Passport
- The Nighttime Clap
- Pants-Off Dance-Off
- Rad Girls
- The Sauce (TV series)
- Sessions@AOL
- Slave to the Metal
- Steven's Untitled Rock Show
- Uranium (TV series)
- The Whitest Kids U' Know
- Warped Wednesday (during Summer only)
- The Brooklyn Way
- You Rock, Let's Roll
- Hit List (formerly Power Fuse)
- Full Volume Flicks